# Verso Mauritius
Verso Mauritius (The Mauritius Command) è il quarto romanzo della serie di avventure di Jack Aubrey e Stephen Maturin scritto dall'autore britannico Patrick O'Brian. I personaggi protagonisti della saga storica, ambientata durante le guerre napoleoniche, nascono entrambi dalla mente dell'autore, anche se Aubrey è ispirato alle imprese dell'eroe inglese Lord Cochrane. Da questi romanzi è tratto il film Master and Commander, con Russell Crowe nel ruolo di Aubrey.

## Trama
Jack Aubrey, risolti i problemi economici immediati ma a mezza paga, in quanto senza un comando, si gode la sua famiglia e la sua piccola casa in campagna di Ashgrove Cottage. Ma per un uomo abituato alla libertà quella vita non può durare, tanto più se da condividere con una suocera impossibile ed autocratica.
Stephen Maturin, sempre più coinvolto nell'attività di agente segreto per i servizi di informazione della Royal Navy, procura a Jack un comando, non solo di una nave, ma di una flottiglia di tre fregate ed una corvetta con un ambizioso incarico: conquistare l'isola di Mauritius e debellare la minaccia portata ai traffici dell'Impero britannico da una squadra di quattro nuove e potenti fregate francesi appena inviate nell'isola. La base operativa sarà Città del Capo, ora possedimento della Corona.
Il comandante della corvetta Otter, Lord Clonfert, ex compagno di Jack in un precedente imbarco, è persona difficile, anche se coraggioso e buon combattente.
L'isola della Riunione viene conquistata, senza troppe difficoltà, ma i dissapori tra i comandanti della squadra inglese complicano la vita nella conquista di Mauritius, complici anche i rinforzi navali ricevuti dai francesi ed un grosso errore tattico, non compiuto da Jack Aubrey, che porta gli inglesi a perdere tre navi, e Clonfert, ferito, cade prigioniero.
Ma la situazione si ribalta quando, in seguito a due combattimenti in mare aperto, gli inglesi recuperano due loro potenti fregate, l'Africaine (catturata ai francesi tempo addietro) e la Bombay.
Quando, approfittando della supremazia sul mare, gli inglesi stanno per attaccare sulla terraferma, con le truppe britanniche e della Compagnia delle Indie comandate dal tenente colonnello Keating, compare una vera e propria flotta con qualche migliaio di "aragoste", nomignolo dato dai marinai alla fanteria per il colore delle loro giacche, che priva Aubrey e Keating dell'interezza della vittoria finale e di buona parte del bottino, risparmiando però degli accaniti combattimenti.
Clonfert, non volendo assistere alla gloria di Aubrey, che invano aveva cercato di emulare nelle imprese, si uccide strappandosi le bende. Aubrey viene prescelto per portare in patria la notizia della vittoria.

## Riferimenti
La campagna di Mauritius del 1810 è storia vera, e veri sono molti dei personaggi che appaiono nel romanzo, tra i quali il tenente colonnello Keating, il capitano Pym e l'ammiraglio Bertie.
Con quell'impresa Mauritius passò alla Corona Britannica e Napoleone perse un'altra tra le tante battaglie sul mare che fanno da contraltare alle sue numerose vittorie sulla terraferma.

## Edizioni
- Patrick O'Brian, Verso Mauritius, traduzione di Paola Merla, Longanesi, 1998,  p. 338, ISBN 88-304-1457-3.